# Villavicencio
 (mai 2020).
Si vous disposez d'ouvrages ou d'articles de référence ou si vous connaissez des sites web de qualité traitant du thème abordé ici, merci de compléter l'article en donnant les références utiles à sa vérifiabilité et en les liant à la section « Notes et références ».
Villavicencio est une municipalité (municipio) colombienne ainsi que la capitale du département de Meta. La ville compte environ 380 000 habitants (recensement DANE de 2005).
Souvent affublée du diminutif affectueux de « Villavo » par ses habitants, elle est située au pied de la cordillère Orientale des Andes, dans la région des Llanos encore appelée Orénoquie. Villavicencio est ainsi surnommée « Porte des Llanos », car elle marque le début des grandes plaines tropicales du bassin de l'Orénoque, qui s'étendent sur l'est de la Colombie et le sud du Venezuela.
Située au sud-est de la capitale du pays Bogota, elle y est reliée par une route de montagne, à péages, de 90 km environ. Cette distance peut être parcourue en voiture en deux heures et demie, voire quatre heures et demie, selon la météo et les contrôles de police.
Villavivencio dispose d'un aéroport domestique (Vanguardia) et d'une gare routière.
Comme la plupart des villes colombiennes, Villavicencio s'est dotée de trois symboles modernes : un hymne, un blason et un drapeau (voir ci-contre).

## Histoire

### Période précolombienne
L'histoire connue de la ville remonte à la période précolombienne. Le territoire de la municipalité (Municipio) actuelle était alors occupé par des indigènes de la famille des Arawaks (ou Arahuacos en espagnol), tels que les Achaguas (es) et les Sálivas, les Guahibos, les Ciricoas, les Yarumos, les Guamos et les Guayupes.

### Établissement espagnol
Vers 1740, les Jésuites y fondèrent l'hacienda Apiay dans laquelle furent 'civilisés' jusqu'en 1767 de nombreux indiens Guayupes ainsi que des tribus voisines.

Aspect de Villavicencio vers 1860.

En 1767, à la suite de l'expulsion des Jésuites, les terrains de l'hacienda Apiay furent attribués à Basilio Romero pour le compte de la couronne espagnole.
En date du 6 avril 1797, les frères Jacinta et Vicente Rey achetèrent l'hacienda à Antonio Romero pour la somme de 50 000 pesos. Leurs héritiers vendirent leurs droits de propriété, donnant ainsi naissance aux comuneros d'Apiay.
Du fait de sa situation géographique, la zone devint un passage obligé pour les commerçants et éleveurs des régions de Quetame et Fosca (municipalités actuelles du département de Cundinamarca). Attirés par la fertilité et la localisation de ces terres, des colons s'y établirent à partir de 1836. Le 6 avril 1840 ils y fondèrent de fait un petit hameau sur la rive droite du caño Gramalote. Cette fondation fut réalisée par les commerçants Esteban Aguirre, Santos Reina et leur famille. Les documents les plus anciens reconnaissant officiellement la fondation de l'agglomération datent de 1842.
Cette date de fondation est cependant sujette à caution car les archives originales dans lesquelles avaient été relatés ces événements furent détruites lors de l'incendie de 1890.
En 1845 fut édifiée la cathédrale de Nuestra Señora del Carmen (Notre-Dame du Carmel).
Le 21 octobre 1850, le petit hameau prit le nom de Villavicencio, selon une décision approuvée par la chambre provinciale de Bogota (Cámara provincial de Bogotá ), en l'honneur d'Antonio Villavicencio y Verastegui, grand personnage de l'indépendance de la Colombie, fusillé par Pablo Morillo.
En 1860 le petit hameau (caserío) acquit le rang de bourgade (aldea).
En 1890, un incendie détruisit la bourgade et ses archives. L'agglomération fut alors transférée sur son site actuel. Avant l'incendie, la bourgade se trouvait à l'emplacement du quartier Barzal (barrio Barzal) d'aujourd'hui.

### Ville moderne
En 1904, à l'initiative du père Maurice Dières Monplaisir, la communauté Montfortienne (fondée par San Luis María Grignon de Monfort) s'installe à Villavicencio et se charge du développement social de l'agglomération. Elle fonde la banque San José, le collège féminin Notre Dame du Savoir (Nuestra Señora de la Sabiduría), le théâtre Verdun, l'imprimerie de San José ; divers ateliers d'encadrement, de menuiserie et de ferronnerie ; la fanfare de sainte Cécile, l'hôpital Montfort et diverses bibliothèques. Grâce à ses efforts, Villavicencio accède au rang de capitale de la Région (Intendencia) de Meta en 1909.
En 1913, le poète Eduardo Carranza naît dans la vereda d'Apiay, juridiction de la municipalité de Villavicencio.
En 1921 les frères de La Salle s'établissent à Villavicencio et y fondent un collège.
Entre 1933 et 1942, Fracisco Olmos construit le premier pont sur le Río Guatiquía.
En 1936, Villavicencio est reliée à Bogota par une vraie route.

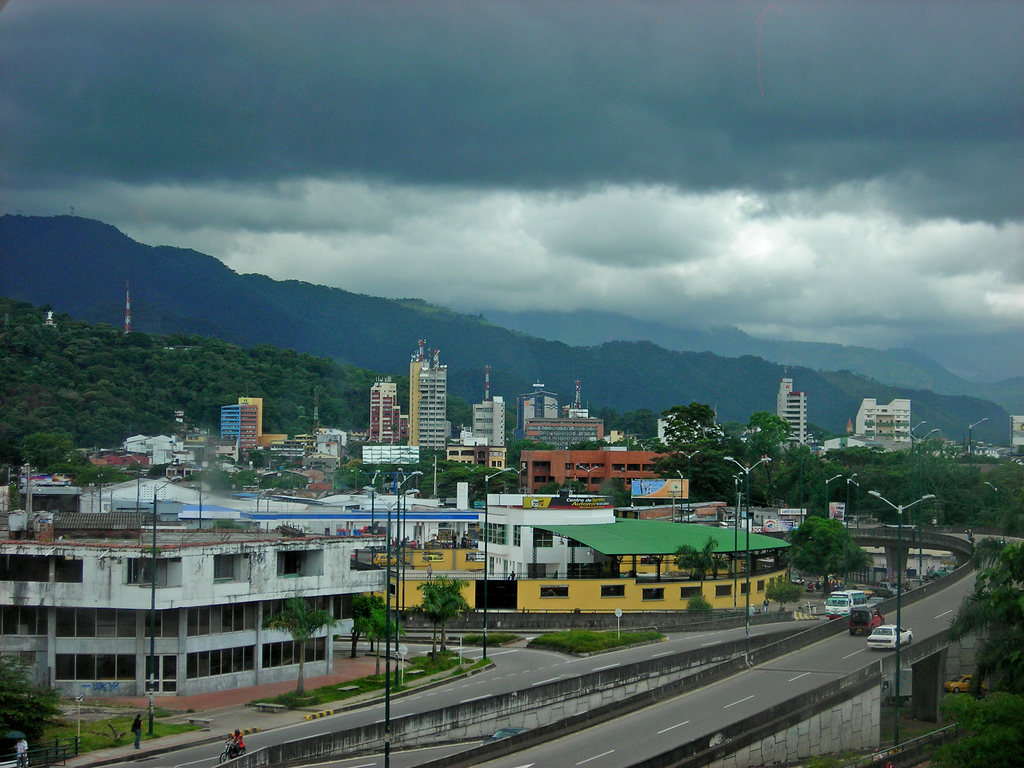
Villavicencio (Colombie) - Vue générale en 2007

En 1949, le capitaine Alfredo Silva, proche du Parti Libéral Colombien et membre de l'armée, se rebelle contre le président Mariano Ospina Pérez et prend le contrôle de la ville. C'est le premier épisode de la Violencia dans les plaines orientales (Llanos Orientales de Colombia) et l'origine des guérillas de la plaine (Guerillas del Llano).
En 1953, le général Gustavo Rojas Pinilla décrète l'amnistie des guérilleros, pacifiant ainsi les Plaines orientales et facilitant l'arrivée massive des colons en provenance des autres régions de Colombie.
En 1959, le département du Meta est créé, avec Villavicencio comme capitale.
En 1962 est créée la Chambre de commerce de Villavicencio.
En 1963 sont créées les Entreprises publiques (Empresas Públicas) de Villavicencio et l'Entreprise de Télécommunications de la Plaine (Empresa de Telecomunicaciones del Llano E.S.P.ETELL).
En mai 1967 est créée la Caisse de compensation familiale régionale du Meta (Caja de Compensación Familiar Regional del Meta) COFREM.
En 1971 est créée la Maison de la Culture Jorge Eliécer Gaitán.
En 1977 est créée l'Université des Plaines Orientales (Universidad de los Llanos Orientales), plus connue sous l'acronyme de Unillanos.
En 1981 est créée la Compagnie d'électrification du Meta (Electrificadora del Meta) EMSA.
En 1985 est créée la Corporation universitaire du Meta (Corporación Universitaria del Meta), plus connu sous l'acronyme de Unimeta.
Le 22 avril 1999, des membres du 'Corps technique national d'investigation fiscale'(Cuerpo Técnico de Investigación de la Fiscalía General de la Nación) arrêtent Luis Alfredo Garavito dans le secteur des silos d'Almaviva, alors qu'il tentait d'agresser sexuellement un mineur. Ce sinistre personnage était connu comme le plus grand meurtrier en série de l'histoire colombienne. L'enquête qui fut menée à la suite de son arrestation permis de prouver qu'il a abusé sexuellement plus d'une centaine de mineurs, qu'il assassina ensuite de sang froid.
Le 7 avril 2002, les FARC firent exploser une bombe qui se solda par un bilan de 11 morts (dont un enfant, vendeur à la sauvette) et plus de 70 blessés dans le quartier de La Grama où de nombreux jeunes fréquentent les restaurants, bars et tavernes locales. Cet événement reste dans les mémoires comme l'un des plus cruels de l'histoire récente de la ville.
En 2003 a débuté une période de développement accéléré de la ville, dans les domaines économique, touristique, urbanistique et commercial.
Fin 2005, début 2006 correspond à une période de grave instabilité institutionnelle appelée Crise des nouveaux maires (La Crisis de los Nueve Alcaldes), qui se traduisit par de grandes difficultés de gouvernement dans la capitale du Meta.
Le 28 octobre 2006, une voiture piégée avec 60 kilos d'explosif R1 a explosé devant les installations de la 7e brigade de l'armée colombienne, tuant deux personnes (dont le conducteur du taxi utilisé comme véhicule piégé) et en blessant quatre, deux soldats et deux civils. Cet attentat a été attribué aux FARC.
La prison de Villavicencio présente en 2020 un taux de surpopulation de 95 %, ce qui oblige les prisonniers à dormir les uns sur les autres, parfois dans les couloirs.

## Personnalités liées à la municipalité
- Eduardo Carranza (1913-1985) : poète né à Villavicencio.
- Óscar Ruiz (1969-) : arbitre international de football né à Villavicencio.

## Symboles de la ville
Le 23 octobre 1970, les insignes officiels de la ville de Villavicencio sont adoptées, sous l'administration du maire Rito Antonio Mariño Rodríguez.

### Blason

Blason du département de Meta.

Conçu par Hernando Onofre, le blason de Villavicencio est inspiré par la beauté du Llano.
Il montre un soleil aux rayons d'or se levant au-dessus de l'horizon dans un ciel bleu clair. Il symbolise la lumière et la vitalité du peuple du Llano. Une roue ailée symbolise le progrès. Les palmiers rappellent les Moriche (Aguaje) de la région. La rivière Guatiquia passe à côté de la ville et arrose la plaine. La pique, la pelle, la hache, l'enclume et la roue dentée représentent le travail, l'industrie, l'effort et le progrès de sa population. La tête de bétail comme symbole de l'élevage, richesse et garde-manger de la région.
Le blason du département de Meta, dont Villavicencio est la capitale, reprend largement les mêmes symboles, sous une forme plus médiévale.

### Drapeau

Drapeau de Villavicencio.

Conçu par Hernando Onofre, il est constitué de trois bandes horizontales de même largeur, de couleurs bleue, verte et rouge :
- le bleu représente le ciel immense et la richesse hydrographique ;
- le vert symbolise la plaine immense et fertile ;
- le rouge indique la lutte du peuple pour sa liberté.

### Devise
La devise récente de la ville, mentionnée sur son site internet, est : « Ciudad decente de Colombia » qui pourrait se traduire approximativement par « Digne ville de Colombie ».

### Hymne
L'hymne de la ville fut composé par le Maestro villavicense Isaac Tacha Niño, compositeur et parolier llanero qui est l'auteur d'autres hymnes régionaux, comme celui du département du Casanare. Tacha composa aussi des airs célèbres dans la région : Fantasía llanera, El joropo de los instrumentos, El parrandón.
Dans l'hymne à sa ville natale, Tacha souligne la beauté tropicale de la capitale llanera ainsi que les images culturelles et ethniques des Llanos colombiens par des expressions comme centauros con sus lanzas fieras que son guardianes y velan soberanos.
L'hymne cite les traits les plus significatifs de Villavicencio tels que :
- la rivière Guatiquia (río Guatiquía) que corre en tu costado; cette dernière connaît actuellement de graves problèmes de pollution ;
- la colline du Christ Roi (Cerro del Cristo Rey), qui est aussi dans un triste état d'abandon.

## Géographie physique et administrative
Villavicencio est situé au sud-est de Bogota.
Le territoire de la commune ('municipio') de Vilavicencio présente deux types bien distincts de paysages :
1. Une région montagneuse située à l'ouest et au nord-ouest, formée par les contreforts de la cordillère orientale des Andes ;
2. Une plaine, légèrement inclinée vers l'est et le nord-est, correspondant au piémont de la cordillère, bordée au nord par la rivière Guayuriba. La partie centrale de cette plaine est arrosée par les rivières Ocoa et Rio Negro, ainsi que par de nombreux autres canaux et rivières mineures.

### Hydrographie
Les principaux affluents qui irriguent le territoire de la commune de Villavicencio sont :
- le río Guayuriba ;
- le río  Ocoa ;
- le río Negro. Río Negro signifie « rivière noire ». Sa couleur noire vient de sa forte concentration en fer et en matières organiques due à l'humus en décomposition dont il se charge en traversant les sols forestiers des boucliers primaires ce qui contribue à changer sa couleur et le rend très acide.

Les canaux et affluents secondaires suivants arrosent aussi la commune :
- Parrado ;
- Grande ;
- Siete Vueltas ;
- Amoladero ;
- Tigre ;
- Hondo ;
- Arroz ;
- Buque ;
- La Guerrera ;
- Pendejo ;
- Gramalote ;
- Maizaro ;
- Quebrada Honda ;
- Buque ;
- Rosablanca ;
- La cuerera ;
- etc.

### Départements et communes voisins
La ville de Villavicencio se situe dans le département du Méta, lui-même entouré des départements de :
- Vichada, à l'est ;
- Casanare, Boyacá et Cundinamarca, au nord ;
- Tolima et Huila, à l'ouest;
- Caquetá et Guaviare, au sud.

Villavicencio est entourée des autres communes ou territoires suivants :
- au nord : Restrepo et El Calvario (« Le Calvaire ») ;
- à l'est : Puerto López (« Port Lopez ») ;
- au sud : Acacías et San Carlos de Guaroa (« Saint-Charles-de-Gouaroa ») ;
- à l'ouest : Acacías.

### Climat
Le climat de Villavicencio est subtropical, chaud et humide, avec une saison sèche de décembre à mars et une température moyenne annuelle de 26 °C (source : Weatherbase).
| Mois                                                | Jan | Fév | Mars | Avr | Mai | Juin | Juil | Août | Sept | Oct | Nov | Déc | Année |
| --------------------------------------------------- | --- | --- | ---- | --- | --- | ---- | ---- | ---- | ---- | --- | --- | --- | ----- |
| Moyennes des températures maxi du mois (°C)         | 32  | 32  | 31   | 31  | 30  | 30   | 30   | 30   | 31   | 32  | 31  | 32  | 31    |
| Moyennes des températures mini du mois (°C)         | 21  | 22  | 22   | 21  | 21  | 21   | 20   | 21   | 20   | 21  | 20  | 20  | 21    |
| Moyennes des précipitations mensuelles totales (mm) | 40  | 90  | 140  | 500 | 500 | 510  | 450  | 380  | 400  | 380 | 350 | 160 | 3950  |

1. 1 2  Moyennes pluriannuelles sur 10 ans, jusqu'à 2007, issues du site Weatherbase.
2. ↑  Moyennes pluriannuelles sur 12 ans, jusqu'à 2007, issues du site Weatherbase.

## Économie
L'économie de Villavicencio possède de nombreux atouts : terres fertiles, nombreuses sources issues des eaux de la Cordillère, climats variés selon l'altitude, bonnes voies de communications, relative proximité de la capitale du pays et enfin, un fort potentiel humain.
L'élevage, l'agriculture (riz, huile de palme, etc.) et les industries minières (pétrole et gaz naturel du gisement d'Apiay…) sont les principaux piliers de l'économie de Villavicencio, relayés par un commerce en fort développement depuis la fin du XXe siècle.
Le secteur de la construction est très actif.
Le tourisme et la culture sont également des supports de la renommée de Villavicencio.
Des distilleries de bière et des manufactures de savon sont implantées à Vilavicencio.
Vilavicencio fait venir, depuis les contrées voisines, café, bananes et riz.

### Secteur agricole
Les principales superficies cultivées concernent : le riz, le soja, le maïs, les fruits, le yuca, le coton et le cacao.

### Secteur de l'élevage
L'élevage, dans la région de Villavicencio, représente près de 88 000 têtes de bétail, dont environ 7 000 vaches laitières produisant 24 000 litres de lait par jour.
Les productions porcine, avicole et piscicole sont également importantes.

### Secteur minier
Le sous-sol de la Région contient d'importants gisements de pétrole, exploités par le complexe voisin de Apiay-Ariari. Les stations d'extraction se nomment : Apiay, Suria ou Reforma-Libertad. La production moyenne journalière oscille entre 25 000 et 30 000 barils.

### Secteur financier
Le commerce est bien développé: une vingtaine de banques, souvent avec distributeurs automatiques, sont représentées sur le territoire de Villavicencio ; des bureaux de change sont installés dans les principaux centres commerciaux (Villacentro, Los centauros, Unicentro Unicentro Villavicencio, etc.).

## Services publics

### Assainissement
La majorité des eaux usées et eaux pluviales se mélangent dans un réseau archaïque d'assainissement de type tout à l'égout qui utilise largement les canaux  Gramalote, Parrado, Maizaro, Buque et La Cuerera. Ces canaux traversent la ville et se jettent dans le Río Guatiquia.
En 2007, il existait seulement cinq stations de retraitement des eaux usées, fonctionnant en régimes aérobie et anaérobie. Ces usines se trouvent dans les quartiers résidentiels de llano Lindo, Rincón de las Lomas, Santillana et Guatapé. Différents quartiers utilisent des fosses septiques.

### Ramassage des ordures
Le ramassage des ordures était réalisé en 2007, et depuis 1996, par la société d'économie mixte Bioagrícola del Llano S.A.. 98 % des déchets urbains sont ramassés par cette société, qui collecte en moyenne 280 tonnes d'ordures chaque jour. Ces ordures sont mises en décharge au kilomètre 18 de la Via Caños Negros.

### Adduction d'eau
La zone urbaine est desservie par l'aqueduc principal, exploité par la Empresa de Acueducto y Alcantarillado de Villavicencio (EAAV), qui utilise les prises d'eau de Bavaria, Puente Abadía, Quebrada Honda, Caño Parrado, ainsi que les forages profonds des quartiers de Dos Mil, Esperanza 1, Olimpico, La Rosita, Remanso, Estero, Parque La Llanura y El Jardin. 91,82 % des besoins en eau de la ville étaient ainsi couverts en 2007.

### Énergie électrique
Elle est fournie par la Empresa Electrificadora del Meta (EMSA), qui utilise le réseau national à partir de l'interconnexion Guavio, qui alimente deux sous-stations : La Reforma y El Barzal. 100 % des besoins étaient ainsi couverts en 2007.

### Gaz naturel
La distribution domestique de ce combustible naturel est assurée, à partir des gisements d'Apiay par la société Llanogas S.A. qui couvrait ainsi 99 % des besoins potentiels de la population en 2007.

### Téléphonie
Ce service est assuré par les compagnies Telecom et Etell, qui proposent des lignes domestiques et commerciales, ainsi qu'un système de téléphonie par mobiles. Entre 1995 et 1999, le nombre de lignes fixes installées est passé de 11 150 à 100 693.

### Internet
Les services Internet sont offerts par différents fournisseurs d'accès (FAI) qui proposent des solutions câblées ou satellitaires, à des tarifs très variables selon les usages et les performances recherchés.

### Transports
Pour les liaisons intercités et interdépartementales, la ville possède un terminal terrestre (gare routière) et un aéroport domestique (Aeropuerto Vanguardia).
Il n'y a pas d'aéroport international à Villavicencio. Le plus proche est à Bogotà.
La liaison routière entre Villavicencio et Bogotà est assez difficile malgré une récente route à péages moins soumise aux coupures que la précédente. Il faut au moins deux heures en voiture particulière et environ quatre heures en transport collectif (colectivo) pour parcourir la petite centaine de kilomètres et les trois péages qui séparent les deux cités.

### Artères principales
Les quatre principales artères de circulation de la capitale du Meta sont :
1. Anillo Vial Central : sorte de périphérique intérieur, assurant la distribution du trafic dans les quartiers du centre.
2. Avenida del Llano : par laquelle passe tout le système de transport régional vers.
3. Avenida Circunvalar : pour le trafic urbain, notamment vers Puerto Lopez, Los Maracos, Alfonso Lopez.
4. Anillo Perimetral : sorte de périphérique assurant la distribution vers les axes régionaux.

D'autres artères imoportantes sont la Avenida Cuarenta, et la vía a Catama.

### Santé
La ville dispose de près de 207 institutions chargé de services de santé; la plupart sont privées. Les principales sont :
1. Hospital Departamental ;
2. Clínica Carlos Hugo Estrada del ISS.

Il existe deux unités de soins intensifs.

### Éducation
La ville de Villavicencio possède un réseau d'établissements publics et privés pour l'enseignement primaire, secondaire et supérieur.
Villavicencio est le principal centre urbain universitaire de la Région, où convergent les jeunes des départements voisins.

#### Universités
- Université du Meta (Unimeta)
- Université des Llanos (Unillanos)
- Uniminuto
- Université Santo Tomas — Antenne Villavicencio

## Culture
Villavicencio est une limite entre les hautes terres centrales et les plaines orientales.
Cette situation géographique particulière se ressent dans les traits culturels de cette région du Meta. C'est une terre d'immigration où se sont rencontrés depuis toujours les peuples venant de l'intérieur du pays (zone andine), et les peuples venant des côtes ou de la forêt amazonienne.
Tous ces migrants ont contribué à forger une culture métissée qui s'est traduit notamment par la culture llanera.
Parmi les nombreuses écoles d'arts traditionnels, l'une des plus importantes est la Corporación Cultural Llanera « Luis Ariel & Gil Arialdo Rey Roa » Sitio oficial de la Corporación Cultural Llanera (site inactif au 26 août 2019). On y retrouve les figures qui font référence dans les différents arts traditionnels.

### Peinture
Maestros :
- Miguel Roa ;
- Gabriel Hoyos ;
- Omar Clavijo ;
- Hernando Onofre ;
- Óscar Aponte ;
- Guillermo Guardo ;
- Soraya Yunda ;
- Aldemar Guarín.

### Terre cuite et tissage
Les arts de la terre cuite sont enseignés par :
- Luis Eduardo Álvarez ;
- Ricardo Galán.

Le tissage est développé par Yamile Cepeda.

### Sculpture et atelier du bois
On retient les noms de :
- Patricia Valdivieso ;
- Nohora Jaramillo de Tobón ;
- el maestro Álvaro Vásquez ;
- el maestro Manuel Acosta.

### Contes et légendes
Les ateliers de narration ont débuté dans les années 1990.
Cette activité est très importante pour maintenir les traditions indiennes qui reposent principalement sur la transmission orale des arts et savoirs ancestraux.

### Littérature
L'écrivain qui incarne le mieux la ville et sa région est sans doute le journaliste et poète
Eduardo Carranza, qui occupa une place de choix parmi les artistes colombiens.
D'autres auteurs ont développé des styles variés de littérature :
- Silvia Aponte Rodríguez s'est consacrée à la compilation de la tradition orale (légendes et histoires llaneras) ;
- Julio Daniel Chaparro, aujourd'hui décédé, fut journaliste et poète.

### Sports
La ville possède une équipe de football, les Centauros Villavicencio, qui joue en seconde division de Colombie.

#### Infrastructures sportives
La ville de Villavicencio possédait en 2007 les équipements sportifs suivants :
- 1 stade : El Macal

Le 4 janvier 2023, le gouverneur du département de Meta, Juan Guillermo Zuluaga, a annoncé le changement de nom du stade El Macal par Estadio Bello Horizonte Rey Pelé, sur une suggestion du président de la FIFA, Gianni Infantino, à tous les pays de nommer un stade en hommage au footballeur brésilien Pelé, au lendemain de son décès le 29 décembre 2022,.
- 2 coliséums couverts : Álvaro Mesa et La Grama
- 24 coliséums locaux, un dans chaque quartier
- 26 gymnases couverts dans des établissements éducatifs
- 1 patinoire
- 5 terrains de football
- 2 « Mangas de Coleo » : Benedicto Celi y Vanguardia
- 1 court de tennis en plein air
- 95 autres établissements locaux de moindre importance, pour la pratique du sport ou la détente
- le Parque Sikuani.

## Tourisme

### Festivités
Villavicencio est le berceau du Festival de la Chanson Colombienne, organisé chaque année et dédié aux rythmes des plaines (la llanura).
D'autres manifestations régulières rythment le calendrier des fêtes :
- en janvier : Feria agro-industrielle de Catama ;
- 6 avril : Célébration officielle de la fondation de la ville ;
- en juin-juillet ; Festival internationale del Joropo ;
- 1er juillet : jour du Département ;
- 16 juillet : fête de la Vierge du Carmel ;
- en octobre : Championnat du monde de Coleo, sport national qui consiste à attraper la queue d'un bœuf pour le faire tomber ;
- en novembre : La Expocámara.

### Sites et édifices

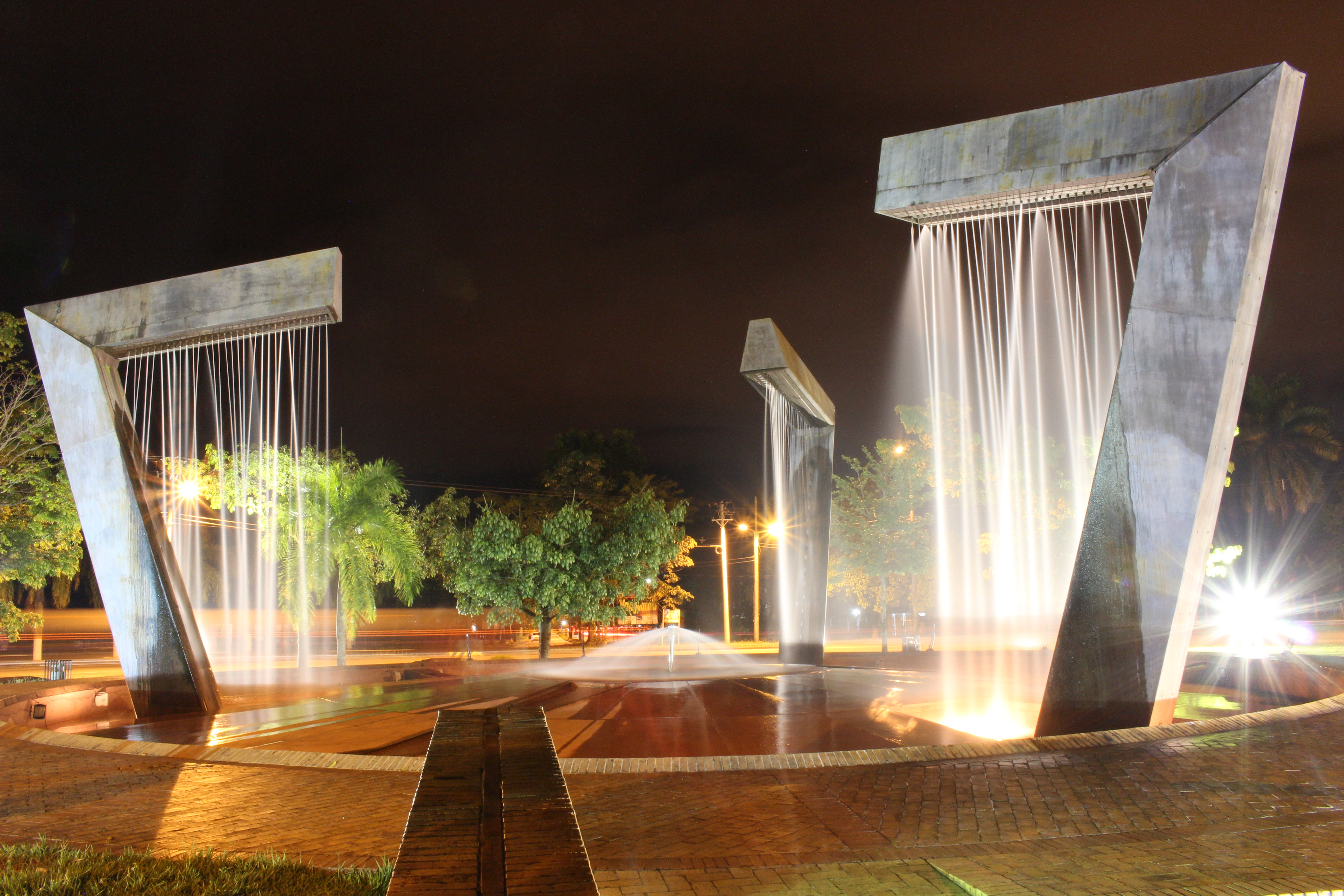
Monument aux Harpes

- Place des Libérateurs (plaza Los Libertadores), l'un des plus beaux parcs de la ville, situé près du centre ; on y trouve les statues de Simón Bolívar et du général Francisco de Paula Santander.
- Cathédrale Notre-Dame du Carmel (catedral Nuestra Señora del Carmen), construite de 1845 à 1848 à l'initiative du curé de la paroisse de saint Martin, Ignacio Osorio.
- Monument au Christ-Roi (monumento a Cristo Rey), initié en 1949 par Pedro Elíseo Achury Garavito et inauguré en 1954, elle domine la ville depuis la colline du Rédempteur (cerro El Redentor).
- Monument aux Fondateurs (monumento al Fundadores), dernière œuvre du célèbre sculpteur colombien Rodrigo Arenas Betancourt, dans un parc sur la route qui mène à Acacías.
- Bioparc (bioparque) Los Acarros, parc zoologique et faunistique situé à 3 km de la ville, sur la route de Restrepo et Cumaral ; il réunit de nombreuses espèces régionales et notamment la quasi-totalité des espèces de l’Orénoquie.
- Parc (parque) Las Malokas, parc thématique des activités llaneras.
- Maison de la Culture (casa de la Cultura) Jorge-Eliécer-Gaitán, fondée le 11 juin 1971 pour promouvoir les arts et la culture.
- Complexe agroindustriel et pastoral (Complejo Agroindustrial y Ganadero) CATAMA, remarquable pour son architecture et les grands marchés aux bestiaux qui s'y tiennent.
- Monument aux victimes du devoir (monumento a los Caídos en Acción), érigé au kilomètre 8 de la route de Puerto López, en hommage au général assassiné Carlos Julio Gil Colorado et aux soldats tués en combattant.
- Parc de la Vie (parque de la Vida), espace d'expositions et de récréation aménagé à une extrémité de l'avenida Circunvalar.
- Parc des Journalistes (parque de los Periodistas), ainsi dénommé le 9 février 1987 après s'être appelé le parc des Enfants (Parque Infantil).
- Parc des Étudiants (Parque de los Estudiantes), en hommage aux étudiants Alexis Umaña et Yesid Castañeda, morts en 1974 ; le monument qui s'y trouve s'appelle Esprit et Sang (Espíritu y Sangre) ; il fut élaboré par le maître Álvaro Vásquez en hommage au peuple qui lutte pour sa liberté.
- Auditorium (Concha Acústica) Arnulfo-Briceño-Contreras, destiné à présenter des spectacles musicaux et folkloriques, avec vue sur la ville.
- Place des Drapeaux (plaza de Banderas), sur laquelle est érigé le buste de l'artisan local de l'indépendance Antonio Villavicencio y Verástegui.
- Rond-point (glorieta) de la Grama, agrémenté d'une fontaine lumineuse : le Caño Cristales.
- Parc (parque) Sikuani, situé à l’est de la ville, possède des attractions mécaniques et de nombreux terrains de jeux et de sport.
- Placette des Centaures (plazoleta los Centauros), lieu de manifestations folkloriques et d'échanges commerciaux.
- Parc de la Hache (parque El Hacha), construit en hommage à José Eustasio Rivera, poète et noveliste colombien, auteur de La Vorágine, recueil de légendes sur les plaines de l'Orénoquie et les forêts de l'Amazonie ; la hache, qui représente l'effort de l'ouvrier, fut érigée en 1977.
- Puits Azur (Pozo Azul), zone balnéaire formée à partir d'une retenue naturelle creusée dans un ravin descendant de la cordillère des Andes, sur l'ancienne route de Restrepo, à quelques kilomètres du centre urbain.

### Relations internationales

#### Jumelage
La ville de Villavicencio est jumelée avec les villes suivantes :
- San Juan de Los Morros ;
- Helena (Montana) — États-Unis